# Пенка Стоянова
Пѐнка Стоя̀нова е българска баскетболистка. Състезава се на летните олимпийски игри през 1976 г. и 1980 г.

## Биография
Пенка Стоянова е родена в Карлово на 21 януари 1950 г. Учи в спортното училище в Пловдив. През 1966 г. е включена в националния отбор при девойките, а през януари 1967 г., 17-годишна, влиза в националния отбор от жени.
С националния отбор е медалистка: сребърна – от Олимпийските игри в Москва, СССР, през 1980 г., и бронзова – от Олимпийските игри в Монреал, Канада през 1976 г.
Участва в 8 европейски първенства по баскетбол. Сребърна медалистка е на шампионата във Варна, България през 1972 г. и бронзова от шампионата в Клермон Феран през 1976 г. Има 8 първи места от участие в 12 балканиади и още 2 трети места на младежки фестивал и универсиада.
Включена е 3 пъти (през 1972, 1976 и 1981 г.) в сборния отбор на Европа, на който е и капитан.
Заема 2-ро място на Първия световен фестивал по баскетбол в Лима, Перу, през 1973 г. и в световните игри на турнира „R. W. Jones“ (William Jones Cup) в Тайпе, Тайван през 1983 г. с втория отбор на Италия.
Трикратна шампионка е на България с отбора на „Марица“ (Пловдив)с треньор Тенчо Начев през 1971, 1973 и 1974 г. По 4 пъти е сребърна и бронзова медалистка в първенството на България по баскетбол. С родния си клуб е и 2 пъти финалист за купа „Лиляна Ронкети“ – през 1979 и 1980 г.
В националния отбор има записани 580 мача. Била е капитан на всички държавни гарнитури, а от 1974 до 1981 г. е капитан на представителния женски национален отбор, в който е включена за първи път за Световното първенство в Прага, Чехословакия, през 1967 г.
Стоянова е първата българска баскетболистка, която играе професионален баскетбол в чужбина. От 1981 до 1983 г. е състезателка на италианския „Рома“. Включвана е в символичните петици на Европа от вестник „Кориере дело спорт“. През 1969 г. е наградена лично от президента на Италия на големия международен турнир в Авелино. Избирана е 2 пъти за спортист № 1 на годината на Пловдив. През 1985 г. в нейна чест се организира за първи път бенефисен мач между националния тим на България и сборен отбор на Европа.
Обявена е за почетен гражданин на град Карлово през 1985 г. и на град Пловдив през 2000 г. Тя е сред факлоносците на олимпийския огън за игрите в Атина, Гърция през 2004 г. Включена е в списъка на FIBA през 2007 г.(International Basketball Federation) от 35 състезатели, допринесли за развитието на световния баскетбол през второто петдесетилетие на XX век.
С изявите си по терена, с усмивката си, с позитивността си и съветите си оставя огромна диря в сърцата на баскетболните фенове в България, Европа и света.
След дълго боледуване почива на 69-годишна възраст на 16 август 2019 г.